# Hardwasser (Wiera)
Die Hardwasser ist ein linksseitiger bzw. westlicher Zufluss der Wiera, der auf dem Gebiet des Schwalm-Eder-Kreises und des Landkreises Marburg-Biedenkopf, beide in Hessen (Deutschland), verläuft.
Das Quellgebiet des Baches liegt in der Gemeinde Gilserberg zwischen den Ortsteilen Itzenhain und Winterscheid, und die Hardwasser fließt zunächst in südöstlicher Richtung auf Bellnhausen zu. Den Ort passiert sie an dessen nördlicher Flanke, wobei die Hardwasser in östliche Richtung schwenkt und den von der Südseite Bellnhausens heranfließenden Katzenbach aufnimmt. Zwischen Itzenhain und Appenhain schwenkt sie nach Süden und unterquert die Kreisstraße 99. Kurz vor der Landesstraße 3242 biegt sie nach Südosten und fließt dann an Mengsberg vorbei. Kurz hinter der Eisenmühle bei Mengsberg schwenkt die Hardwasser in südliche Richtung, um kurz vor dem Hinter Berg wieder in südöstliche Richtung zu fließen. Diese Richtung hält sie bis zu ihrer Einmündung in die Wiera bei Wiera bei.
Insgesamt legt die Hardwasser dabei rund 5,26 Kilometer zurück, bei einer Höhendifferenz von rund 110 Metern.